# 5 años de oro (álbum)
5 años de oro es el octavo trabajo discográfico del Binomio de Oro grabado por Codiscos y publicado el 15 de diciembre de 1981, que tuvo éxitos como Viejos anhelos, Te quiero, Mosaico Binomio N.º 1, Luna de junio, Trigueñita, Mi cartagenera, Felicidad y penas y Te seguiré queriendo.

## Canciones
1. Te quiero (Fernando Dangond Castro) 5:58
2. Mi cartagenera (Alberto "Beto" Murgas) 4:20
3. Viejos anhelos (Gustavo Gutiérrez) 5:08
4. Carmencita (Máximo Movil) 4:21
5. Luna de junio (Rosendo Romero) 4:17
6. Mosaico Binomio Nro.1 (El Binomio llegó -  El Binomio de Oro, Cachucha bacana - Alejandro Durán, Cállate, corazón - Aquiles Lanao, 039 - Alejandro Durán, La candela viva - Alejandro Durán, Amalia Vergara - Abel Antonio Villa, El hombre divertido - Luis Enrique Martínez, Besito cortao - D.R.A., Amanecemos parrandeando - Israel Romero) 5:28
7. Te seguiré queriendo (José Vásquez "Quévaz") 4:57
8. Cariñito (Julio De La Ossa) 4:39
9. Felicidad y penas (Fernando Meneses Romero) 4:28
10. Trigueñita (Roberto Calderón) 4:48